# ラルフ・ホプトン (初代ホプトン男爵)

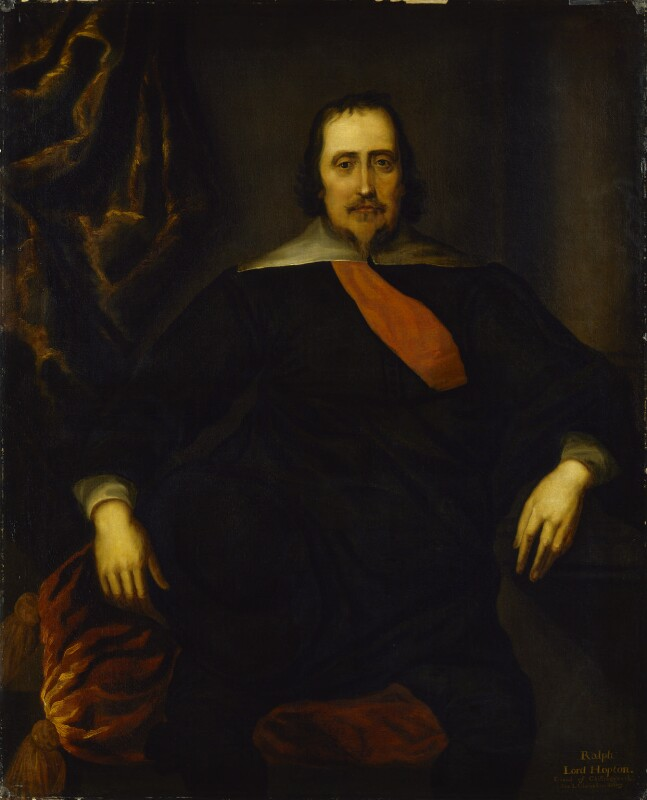
初代ホプトン男爵ラルフ・ホプトン

初代ホプトン男爵ラルフ・ホプトン（英：Ralph Hopton, 1st Baron Hopton, KB, 1596年3月 - 1652年9月28日）は、清教徒革命（イングランド内戦）期のイングランドの貴族、軍人、政治家。王党派の有力軍人として台頭、南西部を拠点に議会派と戦った。

## 生涯
庶民院議員ロバート・ホプトンとジェーン・ケミズ夫妻の子としてサマセットで誕生、オックスフォード大学を卒業し1625年に庶民院議員になった。ドイツへ渡り三十年戦争に参戦したこともあり、後に宿敵になるウィリアム・ウォラーと一緒に活動していたという。1640年11月からの長期議会で初め議会派に属してチャールズ1世の政策を批判、議会に対抗してロンドン塔を確保したことにも反対した。しかし1642年3月、議会が国王から軍統帥権を奪う民兵条例を発布すると反対したため一時投獄された。
8月に第一次イングランド内戦が始まると王党派に替わり、最初ハートフォード侯ウィリアム・シーモアと共に南西のサマセット・ドーセットで挙兵を計画、議会派のベッドフォード伯爵ウィリアム・ラッセルとデンジル・ホリスのシェアボーン城攻撃は防いだが、挙兵に失敗して南西端のコーンウォールへ退きハートフォード侯と別れると（ハートフォード侯はウェールズ南部へ移動）、ここで兵を集め襲撃した議会軍を返り討ちにした。
翌1643年に本格的な軍事活動を開始、緒戦は敗れたが5月16日にストラットンの戦いで勝利すると東進してデヴォンへ移動、オックスフォードから援軍に来たハートフォード侯とチャールズ1世の甥モーリスの国王軍と合流、迎え撃ったウォラーとアーサー・ヘジルリッジの議会軍を7月5日のランズダウンの戦いと13日のラウンドウェイ・ダウンの戦いで連勝、チャールズ1世から男爵に叙された。続いてモーリスの兄ルパートの軍とも合流してブリストルを陥落、ルパートから代理としてブリストルを任されるまでになった。
こうして国王軍は南西からホプトンの軍が、北のヨークシャーからニューカッスル侯ウィリアム・キャヴェンディッシュの軍が、西のオックスフォードからチャールズ1世の本隊が3方向から議会の本拠地ロンドンを陥れる態勢が整った。しかしホプトンはニューカッスル侯と共にロンドン進撃作戦を拒否したため中止、代わりに12月に南東のサセックスへ進出したが、ウォラーもサセックスへ侵攻したためウィンチェスターへ撤退、1644年3月29日のチェリトンの戦いでウォラーとヘジルリッジに敗れ東進を阻まれた。
やがて戦局が悪化し王党派の劣勢になった1646年1月に国王軍司令官に任命されたが、委ねられた軍は規律に欠け疲れ果てた兵士ばかりなため成果を挙げられず、議会派のニューモデル軍司令官トーマス・フェアファクスが南西部へ進軍した所を迎撃したが2月16日のトリントンの戦いで敗北、デヴォンからコーンウォールへ退却しトゥルーロで籠城したがそこもフェアファクスに包囲され、3月13日に軍を解散して降伏した。戦後引退して大陸へ亡命、1652年にスペイン領ネーデルラント（現在のベルギー）のブリュージュで亡くなった。死後、爵位は消滅した。